# Azadî
L'Azadî (Libertà), ufficialmente Civata Azadiya Kurd (Società per la libertà curda), in seguito Civata Xweseriya Kurd (Società per l'indipendenza curda) fu un'organizzazione segreta curda. Secondo i curdi che riferirono agli ufficiali dell'intelligence britannica, l'Azadî fu fondata a Erzurum nel 1921 da Halid Beg Cibran. Lo scopo dell'Azadî era quello di offrire ai curdi una vita in libertà in un ambiente sviluppato.

## Storia
Diverse ragioni sono state avanzate per la sua istituzione, come ad esempio:
- Che solo la lingua turca fosse ammessa nei tribunali, il che avrebbe portato a malintesi
- Che nelle scuole si insegnasse solo il turco e che le scuole religiose fossero chiuse, e quindi per i curdi non c'era istruzione disponibile
- Le tasse dovevano essere pagate più volte all'anno e non si percepiva alcun beneficio dalle tasse
- I turchi stabilirono anche rifugiati turchi nelle aree a maggioranza curda, cercando di raggiungere una maggioranza turca.
- L'omissione del Kurdistan da tutte le mappe e la graduale ridenominazione dei luoghi geografici dal curdo al turco
- L'opposizione anche al fatto che i parlamentari fossero nominati dal governo centrale e non eletti dal popolo.
- I tentativi del governo turco di sfruttare le riserve minerarie nelle province curde[6]
- Non c'erano governatori curdi impiegati[6]
- La mancanza di rispetto nei confronti degli ufficiali e dei soldati curdi all'interno dell'esercito turco[6]
- Le incursioni militari condotte nei villaggi abitati dai curdi[6]

Secondo Robert Olson, l'Azadî stabilì varie sezioni nelle città di Erzurum, Dersim, Diyarbakir, Siirt, Istanbul, Bitlis, Kars, Hınıs, Erzincan, Muş, Van, Malazgirt e Harput. Diversi notabili curdi e capi tribù erano i capi di tali sezioni. Secondo Robert Olson, l'intelligence britannica riferì che nel 1924 Seyyit Abdulkadir era registrato come capo dell'ufficio a Istanbul. All'inizio c'erano principalmente notabili curdi ed ex ufficiali della cavalleria Hamidye tra i suoi membri. Nominava molti dei suoi membri per stabilire legami con i diplomatici dell'Impero britannico, cercando di ottenere il loro sostegno. Tentò anche di ottenere il sostegno dell'ex sultano Mehmed VI. Durante il suo primo Congresso Generale nel 1924, a cui parteciparono diversi comandanti della cavalleria Hamidye e anche lo sceicco Said, fu deciso che i curdi si sarebbero ribellati contro i turchi. L'Azadi fu una forza trainante nella rivolta di Beytüssebab nel settembre 1924 e anche nell'organizzazione della ribellione dello sceicco Said nel 1925. Con l'arresto di molti membri dell'Azadi dopo la rivolta di Beytüssebab, il movimento scelse gli sceicchi come capi della rivolta dello sceicco Said. La ribellione fallì, a seguito della quale i curdi si riunirono attorno all'organizzazione dello Xoybun, che fu coinvolta nella rivolta dell'Ararat dal 1927 al 1930.